# Celsia
- Commons
- Wikispecies

Celsia L. é um género botânico pertencente à família Scrophulariaceae.

## Sinonímia
- Verbascum L.

## Espécies
- Celsia Arcturus
- Celsia betonicifolia
- Celsia roripifolia
- Celsia urticcefolia
- «Lista completa»

## Classificação do gênero
| Sistema | Classificação                        | Referência               |
| ------- | ------------------------------------ | ------------------------ |
| Linné   | Classe Didynamia, ordem Angiospermia | Species plantarum (1753) |